# Senecio namibensis
Senecio namibensis — вид квіткових рослин родини айстрових (Asteraceae).

## Морфологічна характеристика
Карликовий кущ (однорічний чи багаторічний) до 4 дм заввишки, морфологічно найбільш схожий на Senecio englerianus і S. flavus. Листки соковиті. Квіткова голова з 3–6 жовтими зовнішніми квіточками.

## Поширення
Новий вид відомий лише з північної частини пустелі Наміб на північному заході Намібії. Це вид з обмеженим ареалом, майже ендемічний для Центру ендемізму Каоковельд. Ці карликові чагарники ростуть на скелястих відслоненнях у суворих пустельних умовах.

## Етимологія
Видовий епітет стосується пустелі Наміб, яка, в її найширшому визначенні, простягається вздовж Атлантичного океану від Сан-Ніколау (Бентіаба) в Анголі через Намібію до річки Оліфантс у ПАР.